# Unbelievable Truth
Gli Unbelievable Truth erano una band britannica, capitanata da Andy Yorke (fratello di Thom Yorke, frontman dei Radiohead) e formata anche da Nigel Powell, Jason Moulster e Jim Crosskey.
Gli Unbelievable Truth nacquero nel 1993 a Oxford. Il loro nome è preso dal titolo del film di Hal Hartley, L'incredibile verità (The Unbelievable Truth).
Il loro primo singolo, Building, uscì nel febbraio 1997 per l'etichetta Shifty Disco, di Oxford. Il loro primo album uscì nel 1998 e si intitola Almost Here. Nel 2000 uscì il secondo album, Sorrythankyou. Entrambi gli album sono stati pubblicati dalla Virgin.
Gli Unbelievable Truth si sono sciolti nel 2000, a causa della decisione di Andy Yorke di lasciare il gruppo.
Nel 2001, comunque, hanno pubblicato in proprio un doppio album, Misc. Music, contenente un disco di b-sides e brani precedentemente non pubblicati, e un altro con la registrazione del loro concerto di addio, svoltosi allo Zodiac di Oxford il 16 settembre 2000.
Nigel Powell ora ha una nuova band: The Sad Song Co..